# Buschke-Ollendorff-Syndrom
Das Buschke-Ollendorff-Syndrom ist eine in Europa nicht seltene angeborene Bindegewebserkrankung mit einer Kombination von Haut- und Skelettveränderungen. Dabei zeigen sich wenige Millimeter große Bindegewebsnävi am Körperstamm und den Extremitäten sowie im Röntgenbild Zeichen der Osteopoikilose.
Synonyme sind: Dermatofibrosis lenticularis disseminata; Dermato-Osteopoikilosis; Osteopathia condensans disseminata; Osteosclerosis disseminata; Dermatofibrosis lenticularis disseminata cum osteopoikilosis.
Das Syndrom ist nach dem deutschen Hautarzt Abraham Buschke und der deutsch-amerikanischen Hautärztin Helene Ollendorff-Curth (1899–1982) benannt, wobei Stieda (1905) und Albers-Schönberg (1916) die Erstbeschreiber waren.

## Vorkommen
Die Häufigkeit wird mit 1 auf 20.000 Personen angegeben. Der Vererbungsmodus ist autosomal-dominant.

## Ursache
Der Erkrankung liegen Loss-of-Function-Mutationen im LEMD3/MAN1-Gen auf Chromosom 12 Genort q14.3 zugrunde, welches für das LEM domain-containing protein 3 kodiert.

## Klinische Erscheinungen
Klinische Kriterien sind:
Die schmerzlosen, nicht juckenden und mitwachsenden Hautveränderungen können bereits kurz nach der Geburt auftreten, meist im Erwachsenenalter. Hauptsächlich sind der untere Rumpf und die Extremitäten betroffen. Es handelt sich um zahlreiche, bis einen cm große, derbe hautfarbene Knötchen.
Im Bereich nachgewiesener radiologischer Veränderungen können Weichteilveränderungen wie Dermatosklerose, Muskelatrophie, Lymphödeme vorkommen.
Selten können eine Skoliose, Spinalkanalstenose, Bandscheibenvorfall, Klumpfuß und Nervenwurzelkompression, Otosklerose, Verlegung der Tränenwege hinzukommen.

## Diagnostik
Die Diagnose wird histologisch aus den Hautläsionen sowie durch die charakteristischen Befunde der Röntgenuntersuchung des Skelettes gestellt.
Im Röntgen lassen sich ovale oder runde Sklerosen in Längsrichtung nachweisen besonders im Schultergürtel und Becken, den Epi- und Metaphysen der langen Röhrenknochen sowie den Hand- und Fußwurzelknochen.

## Differentialdiagnose
Abzugrenzen sind:
- Dermatofibrom
- Melorheostose
- Pseudoxanthoma elasticum
- sklerotische Knochenmetastasen
- Tuberöse Sklerose
- Whyte-Murphy-Syndrom (Osteopathia striata)[13]
- tuberöses Xanthom